# Гордиенко, Василий Иванович
Васи́лий Ива́нович Гордие́нко (род. 14 мая 1914) — советский марафонец, чемпион (1947, 1949), бронзовый (1945, 1947) и серебряный (1946, 1948, 1950) призёр чемпионатов СССР, рекордсмен СССР, Заслуженный мастер спорта СССР (1949). Тренировался под руководством Григория Никифорова. Представлял клубы «Динамо» и «Искра» (Ленинград). В 1947 году установил рекорд СССР в марафоне (2:37.00,0). В 1949 году вместе с Феодосием Ваниным установил рекорд СССР в беге на 25 000 м (1:22.53,4).

## Результаты

### Соревнования
| Год  | Соревнование     | Город    | Дистанция | Дата       | Результат            | Место |
| ---- | ---------------- | -------- | --------- | ---------- | -------------------- | ----- |
| 1950 | Чемпионат Европы | Брюссель | марафон   | 23 августа | 2:34.37 PB[уточнить] | 5     |

| Год  | Город          | Дистанция     | Результат     | Дата        | Место |
| ---- | -------------- | ------------- | ------------- | ----------- | ----- |
| 1945 | Грозный        | марафон       | 2:51.06       | 21 октября  | III   |
| 1946 | Днепропетровск | марафон       | 2:50.23       | 16 сентября | II    |
| 1947 | Харьков        | 10 000 метров | 31.16,4       | 5 сентября  | III   |
| 1947 | Москва         | марафон       | 2:37.00,0 NR* | 20 июля     | I     |
| 1948 | Москва         | марафон       | 2:32.24,0     | 26 июля     | II    |
| 1949 | Москва         | марафон       | 2:34.49,4     | 19 июля     | I     |
| 1950 | Москва         | марафон       | 2:29.20,8     | 15 июля     | II    |